# Светислав Стефановић (лекар)
Светислав Стефановић (Нови Сад, 1. новембар 1877 — Београд, новембар 1944) био је српски песник, критичар, преводилац, есејист, драмски писац, лекар.
Стефановић је био апологета фашизма и расизма у међуратној Југославији. Светислав Стефановић је по професији био лекар, оснивач је Катедре за патологију, а био је председник и оснивач Југословенског лекарског друштва. Учествовао је у Балканским ратовима и у Првом светском рату, више је пута одликован. Био је председник Српске књижевне задруге. Био је директор београдске Дирекције за социјално и здравствено старање, до 1934.
Његова супруга, Милана Стефановић (рођ. Бота), се током студија психологије и педагогије на Универзитету у Цириху дружила са Милевом Марић, а годинама касније су се и дописивале. Милана је умрла 1931. у Београду.

## Апологета фашизма
Долазак националсоцијалиста на власт у Немачкој утицао је на Стефановића да се одрекне својих дотадашњих схватања и прихвати идеје које су долазиле из Италије и Немачке. Своју фазу апологете фашизма Светислав Стефановић је започео 1934. серијом чланака у Времену о ренесанси национализма у Европи. У овој серији чланака Стефановић је од 1935. почео да заговара постојање супериорних раса, иако је само годину дана раније тврдио да не постоје супериорне и инфериорне расе. Сматрао је оправданим акцију спаљивања књига у Хитлеровој Немачкој.
На месту председника СКЗ за време немачке окупације у Другом светском рату био је један од главних ослонаца немачке пропаганде. Залагао за измену књижевне и културне делатности СКЗ у циљу фаворизовања немачке литературе „као једног од главних извора из кога ће се црпети оно најбоље, најкорисније за српску културу“. Објављивао је пропагандне текстове у корист Немаца и Недића.
Замерало му се то што је 1937. године превео Мусолинијеву књигу О корпоративној држави. Стрељан је 1944. године као непријатељ народа и ратни злочинац.
Ухапшен је 22. октобра 1944. само два дана по ослобођењу Београда, а стрељан већ након месец дана, новембра 1944. Милева Марић је тешко поднела његову смрт. Рехабилитован је у судском процесу 2006–2008. заједно са још 694 особе, жртве политичког прогона, међу којима су били и Жанка Стокић, Слободан Јовановић, Драгослав Михаиловић, Борислав Пекић...

## Књижевни рад
Био је модерниста и авангардиста. Поезију је објављивао у следећим листовима и часописима: Стражилово (1893), Бранково коло (1911-1914), Босанска вила (1911-1914), Хрватскосрпски алманах (1911), Летопис Матице српске (1913, 1926, 1928), Српски гласник (1916-1917), Српски књижевни гласник (1914), Дело (1914), Вихор (1914), Српске новине (1916), Забавник(1917-1918), Дан(1919), Критика(1921-1922), Мисао (1919,1922,1923), Република (1922, 1923, 1924), Време (1926), итд. Објавио је и следеће књиге поезије:
- Песме оригиналне и преведене I, II, III, Мостар, 1903, 1904, 1905.
- Сунце и сенке, Београд, 1912.
- Строфе и ритмови, Београд, 1919.
- Границе, Београд, 1926.

Књижевни критичари "из Скерлићевог круга" су му одрицали песнички таленат. Гојко Тешић каже да је од Стефановићеве поезије знатно важнији његов критички ангажман у одбрани концепције модерног српског песништва. Бранио је Дисово песништво у програмском чланку Част и слобода творцима! (Бранково коло, 15. IX 1911), значајни су есеји у Босанској вили(1912-1913), Више слободе стиха, Стих или песма?, а у међуратном периоду брани модернистичко песништво, нарочито у есеју Узбуна критике и најмлађа модерна(Мисао, 1921) и у полемици са Марком Царом (Мисао и Политика).
Стефановић је био познат као критичар својих савременика. Сматрао је да се превише енергије троши на рат са старом уметношћу, уместо на ослобађање нове. Критиковао је вештачку конструисаност и недостатак интуитивности и спонтаности у авангардној поезији. Веровао је у побуну, обновитељску мисију, али и у повратак варварста и примитивизма у књижевност, сматрајући да представљају освежење за уметности. Међутим, тридесетих година Светислав Стефановић напушта концепцију за коју се залагао, одриче се модернизма, постаје конзервативан и прелази на књижевну десницу.
Његов син је Павле Стефановић, а унука композитор Ивана Стефановић.